# Видео-надзор
Системи видео обезбеђења се састоји од камера и снимача. Данас се користе аналогне и IP камере. Камере могу бити фиксе и покретне. Могу бити без и са IC осветљењем. Израда система видео обезбеђења започиње проценом безбедностог ризика којим се одређује локација, број и врста камере.

## Историјат
Први систем за видео надзор осмислила је америчка иноваторка, њујорчанка Мари Ван Британ Браун. Године 1966. она је у Заводу за патенте регистровала изум број 3,482,03 или, односно систем видео надзора за кућну употребу. Мотив да га осмисли била је сигурност сопственог дома. Наиме, Мари је са породицом живела у њујоршкој црначкој четврти у којој се у то време на помоћ полиције веома дуго чекало. Њен изум састојао се од система камера које су могле да се покрећу и покривају све углове. Све што би камере забележиле појављивало би се на централном монитору, а као посебан додатак Мари је у систему предвидела и даљински којим би се аутоматски откључавала и закључавала врата. Корисник је тако могао на свом телевизору променити програм на одговарајућу фреквенцију и види ко се налази испред врата. Овај први систем видео надзора у многоме је био сличан савременим системима и представља основу модерног видео надзора. За овај изум добила је многе награде, укључујући и ону Националног комитета за науку. Била је једна од првих афроамеричких научница које су добиле ово признање.
Видео обезбење, чешће називано CCTV (closed-circuit television), је индустрија која постоји више од 30 година, и има велики удео у развоју и промени технологије. Као и у било којој другој индустрији, корисници су у све већој потражњи за производима и решењима довели до промена и развоја технологије као подршку у све лакшој и бољој заштити. Тржиште видео обезбеђења које је све веће захтевало је следеће:
- Бољи квалитет слике
- Једноставнију уградњу и одржавање
- Сигурност и поузданост система
- Дуже снимање видео записа
- Смањење цена
- Разноликост у величинама
- Могућност даљинског надгледања
- Интегрисање са другим системима
- Све паметније системе

Да би испунио све захтеве, систем видео обезбеђења је користио бројне технолошке промене. Последња промена десила се када је аналогни CCTV систем видео обезбеђења прешао у потпуни дигитални мрежни систем видео обезбеђења.
Систем видео обезбеђења постепено се мењао из 100% аналогног система у дигитални. Данашњи системи користе мрежне камере и компјутере као сервер за снимање у потпуно дигиталном систему који је прешао дугачак пут од раних аналогних цевних камера које су биле прикључене на VCR (videocassette recorder) или ти снимаче.
Између путпуно аналoгних и дигиталних система, постојало је неколико варијанти полу-дигиталних система који су могли да раде и са аналогним и са дигиталним уређајима. То је довело до неколико забуна у данашњој индустрији видео обезбеђења, у коме када кажемо дигитални систем погрешно помислимо на аналогну камеру прикључену на DVR (digital video recorder) и где такође остали користе да би описали мрежни видео систем за мрежне камере што је нетачно. Иако постоје дигиталне компоненте у оба система ипак постоје неколико битних разлика између њих.

## Типови камера за видео обезбеђење
Зависно од потреба и средстава постоје различити типови камера. Као што је наведено у претходним текстовима главна подела камера своди се на аналогне камере, HD камере и IP дигиталне камере.

### Аналогне камере
Аналогни видео надзор подразумева обраду слике са оптичким чипом камере и његово слање у конвенционалној технологији композитног видео сигнала. Овде наравно постоје ограничења у резолуцији и самом квалитету слике јер се по природи композитивног сигнаал јављају сметње. Видео сигнал се шаље кроз коаксиални кабл који има своју дузину чијим се повећањем губи на квалитету. Резулоција које можемо постићи овом врстом видео обезбеђења се креће до 960H (960 хоризонталних па).

### HD камере
HD видео обезбеђење обухвата дигитални пренос слике у високој резолуцији кроз коаксијални кабл. Предности овог система над аналогним су знатно веће резолуције и квалитет слике без губитака. Добра особина овог система је што се дигитални сигнал преноси кроз стандардни коаксијални кабл за аналогно видео обезбеђење, тако да је лако изводљива замена целог или дела система аналогних камера, без потребе за променом постојеће кабловске инсталације. 
Развојем технологије, појављују се и хибридне HD камере (4in1), које у себи садрже 4 технологије сигнала (CVBS - Composite Video Baseband Signal, AHD - Analog High Definition, TVI - Transport Video Interface, CVI - Composite Video Interface), које корисник може сам да мења у зависности од потребе (промена уређаја за складиштење - DVR или XVR снимачи који подржавају само одређене технологије за приказ слике).
„HD” рeзолуције су следеће:
- 720P – 1280 пиксела (хоризонална резолуција) х 720 пиксела (вертикална резолуција)
- 1080P – 1920 пиксела (хоризонална резолуција) x 1080 пиксела (вертикална резолуција)
- 3МP – 2048 пиксела(хоризонална резолуција) x 1536 пиксела (вертикална резолуција)
- 4MP – 2688 пиксела (хоризонална резолуција) x 1520 пиксела (вертикална резолуција)
- 5MP – 2592 пиксела (хоризонална резолуција) x 1944 пиксела (вертикална резолуција)
- 6MP – 3072 пиксела (хоризонална резолуција) x 2048 пиксела (вертикална резолуција)
- 8MP/4K – 3840 пиксела (хоризонална резолуција) x 2160 пиксела (вертикална резолуција)

HD видео обезбеђење представља идеално решење за драстично побољшавање слике старог система видео обезебеђења без већих радова и трошкова на инсталацију. Могуће је и селективно мењање камера, тако да није неопходно заменити све камере одједном.

### IP камере
IP видео обезбеђење представља систем обраде слике и њеног преноса путем TCP/IP протокола тј. рачунарске мреже. Ово је систем преноса без губитака, са могућношћу преноса јако високих резолуција и изузетном слободом и флексибиношћу у планирању кабловске инсталације. Ако у објекту поседујете постојећу рачунарску мрежу, она се може употребити за ову врсту камера, што смањује трошкове инсталације на минимум. Такође овај систем допушта снимање слике на више сервера, као и на интеграцију са другим системима као што је контрола приступа, алармни системи и сл. Резолуције слике у овим системима иду до неколико мегапиксела, што је као слика са савременог дигиталног фотоапарата. Употребљивост слика са „IP” камера је без премца, дају обиље детаље и изузетну оштрину слике.
Одређени модели IP камера поседују и функције као што су напредна видео аналитика (IVA - Intelligent Video Analytics), које у пару са мрежним снимачима (NVR - Network Video Recorder) дају могућност додатног подешавања и проширују могућности видео надзорног система.

#### Интелигентне аналитичке функције
Интелигентне аналитичке функције су везане искључиво за сегмент IP видео надзора. Могућности које пружају ове функције су одавно у употреби, а служе не само за побољшање система видео надзора као заштитног фактора, већ имају широку примену у маркетингу и сродним гранама.